# Marshall County (Illinois)
Marshall County is een county in de Amerikaanse staat Illinois.
De county heeft een landoppervlakte van 1.000 km² en telt 13.180 inwoners (volkstelling 2000). De hoofdplaats is Lacon.